# Línea 1 (Tren tranvía de la Bahía de Cádiz)
La Línea 1 del Tranvía Metropolitano de la Bahía de Cádiz es un servicio de tren-tranvía que une las ciudades de Cádiz, San Fernando y Chiclana de la Frontera, todas ellas situadas en el Área metropolitana de la Bahía de Cádiz, en Andalucía, España.

## Recorrido
Este sistema de transporte tendrá la capacidad de circular por las vías de ferrocarril en el tramo urbano de Cádiz, por donde irá soterrado, y entre esta ciudad y San Fernando, hasta el nuevo intercambiador de Río Arillo (en fase de proyecto conocido como La Ardila), que permitirá transbordar entre tranvía y tren de cercanías.
A partir de esta estación, el tranvía circulará por la Calle Real de San Fernando, con siete paradas. La última de ellas permitirá intercambiar con autobuses interurbanos en la terminal de la Plaza de Juan Vargas.
La siguiente parada estará situada en el polígono empresarial Tres Caminos. A partir de entonces, se adentrará en el término de Chiclana de la Frontera, discurriendo por la travesía de la antigua N-340 y las avenidas Solano y Mendizábal. Su recorrido terminará en el polígono de La Hoya, donde se encontrarán las cocheras. El tranvía tendrá una parada en la futura estación de autobuses de Chiclana, situada en la calle Reyes Católicos.

## Ampliación Cádiz-Plaza de España
La Junta de Andalucía ordenó, en el estudio informativo, que se contemplara la llegada del tranvía hasta la Plaza de España de Cádiz, en lugar de mantener a la estación ferroviaria terminal de la ciudad, situada en la Plaza de Sevilla, como última parada del tramo urbano de la capital. De este modo, los usuarios del tranvía podrían avanzar un kilómetro más hacia el centro de Cádiz sin cambiar de medio de transporte.
Sin embargo, el ayuntamiento de Cádiz se opuso a este proyecto en septiembre de 2009, alegando que la estación ferroviaria, situada junto a la terminal de autobuses, debería ser el auténtico intercambiador multimodal de la ciudad.
Posteriormente, en abril de 2010, el ayuntamiento gaditano recapacitó y admitió estudiar con la Junta la posibilidad de ampliar el recorrido del tranvía hasta la Plaza de España. Incluso ha ordenado un plan de movilidad para predecir la viabilidad de la ampliación de esta línea de tranvía hasta La Caleta, circunvalando el casco antiguo de Cádiz.